# Paul Geisler (Politiker)
Paul Geisler (* 25. September 1895 in Hirschberg (Oberschlesien); † 2. April 1971 in Ost-Berlin) war ein deutscher Politiker (KPD, SED).

## Leben und Wirken

### Jugend und Erster Weltkrieg (1895 bis 1919)
Geisler wurde 1895 als Sohn eines Heizers in Schlesien geboren. Nach dem Besuch der Volksschule in Hirschberg erlernte er von 1909 bis 1912 das Schlosser- und Maschinenbauerhandwerk. 1912 wurde Geisler Mitglied des DMV, 1913 der Sozialdemokratischen Partei Deutschlands (SPD).
Von 1914 bis 1915 nahm Geisler als Armierungssoldat am Ersten Weltkrieg teil. Danach kehrte er als Munitionsarbeiter nach Berlin zurück. Nachdem er sich im Januar 1918 am Munitionsarbeiterstreik beteiligt hatte, wurde er erneut zum Militär einberufen, aus dem er später desertierte. 1919 schloss Geisler sich der Kommunistischen Partei Deutschlands (KPD) an.

### Weimarer Republik (1919 bis 1933)
In der KPD übernahm Geisler nacheinander verschiedene Funktionärsposten: Zunächst arbeitete er als Instrukteur im KPD-Bezirk Schlesien. Danach amtierte er ab 1926 als Sekretär des KPD-Unterbezirks Düsseldorf, anschließend bis 1928 als Sekretär der KPD-Bezirksleitung für das Ruhrgebiet. Von 1927 bis 1928 gehörte Geisler der Redaktion der kommunistischen Zeitung Freiheit an. Von 1928 bis 1929 nahm er den Posten des Sekretärs der IAH im Bezirk Niederrhein wahr. 1929 wurde Geisler Mitglied der Stadtverordnetenversammlung von Düsseldorf, in der er bis 1931 vertreten war. Im selben Jahr wurde er Leiter der Erwerbslosenbewegung im Bezirk Niederrhein. Von 1931 bis 32 war Geisler Sekretär im Reichskomitee der RGO, 1932/1933 Leiter des „Reichsausschusses der Erwerbslosen Deutschland“.
Im November 1932 wurde Geisler als Kandidat seiner Partei für den Wahlkreis 22 (Düsseldorf-Ost) in den Reichstag gewählt.

### Nationalsozialismus (1933  bis 1945)
Nach dem Reichstagsbrand in der Nacht vom 27. auf den 28. Februar 1933 wurde Geisler, wie alle anderen kommunistischen Parlamentsmitglieder, derer man habhaft werden konnte, in Haft genommen. Nach einer mehrwöchigen Schutzhaft, die er unter anderem im KZ Sonnenburg verbrachte, wurde er wegen „Vorbereitung zum Hochverrat“ zu zweieinhalb Jahren Zuchthaus verurteilt. Von 1933 bis 1936 wurde er im Gefängnis Berlin-Tegel gefangen gehalten. Im August 1936 wurde er erneut verhaftet und bis 1939 als Schutzhäftling im Konzentrationslager Sachsenhausen gefangen gehalten, aus dem er am 20. April 1939 entlassen wurde. Von 1939 bis 1944 betätigte Geisler sich illegal in einer Gruppe aus kommunistischen und sozialdemokratischen Arbeitern in einer Berliner Maschinenfabrik. Im August 1944 wurde Geisler im Rahmen der Aktion Gitter verhaftet und ins Konzentrationslager Sachsenhausen verschleppt. Am 2. Mai 1945 wurde er bei Schwerin aus einem Evakuierungstransport heraus befreit.

### SBZ und Deutsche Demokratische Republik (1945 bis 1971)
Nach dem Zweiten Weltkrieg begann Geisler sich erneut politisch zu engagieren. 1946 wurde er Mitglied der SED. Von 1950 bis 1954 war Geisler Stadtverordneter in Berlin. Von 1954 bis zu seinem Tod 1971 gehörte er als Mitglied der FDGB-Fraktion der Volkskammer der DDR an. Neben seiner Tätigkeit im Parlament übernahm er Funktionärsaufgaben im Freien Deutschen Gewerkschaftsbund (FDGB): Von 1945 bis 1953 amtierte Geisler als stellvertretender Vorsitzender der FDGB-Landesversammlung Groß-Berlin. 1950 wurde Geisler Leiter der Organisationsabteilung des FDGB-Bundesvorstandes. Von 1950 bis 1971 war er Mitglied und von 1953 bis 1955 Sekretär für Gesamtdeutsche Arbeit des FDGB-Bundesvorstandes. Von 1953 bis 1958 war er zudem Mitglied seines Präsidiums. Von 1958 bis 1960 amtierte Geisler als Sekretär des Zentralvorstandes der IG Metall. Am 6. Mai 1955 erhielt Geisler den Vaterländischen Verdienstorden in Silber. 1965 wurde Geisler anlässlich des 16. Jahrestages der Gründung der DDR der Karl-Marx-Orden verliehen. Geisler war zuletzt Vorsitzender der Zentralen Beschwerdekommission für Sozialversicherung des FDGB.

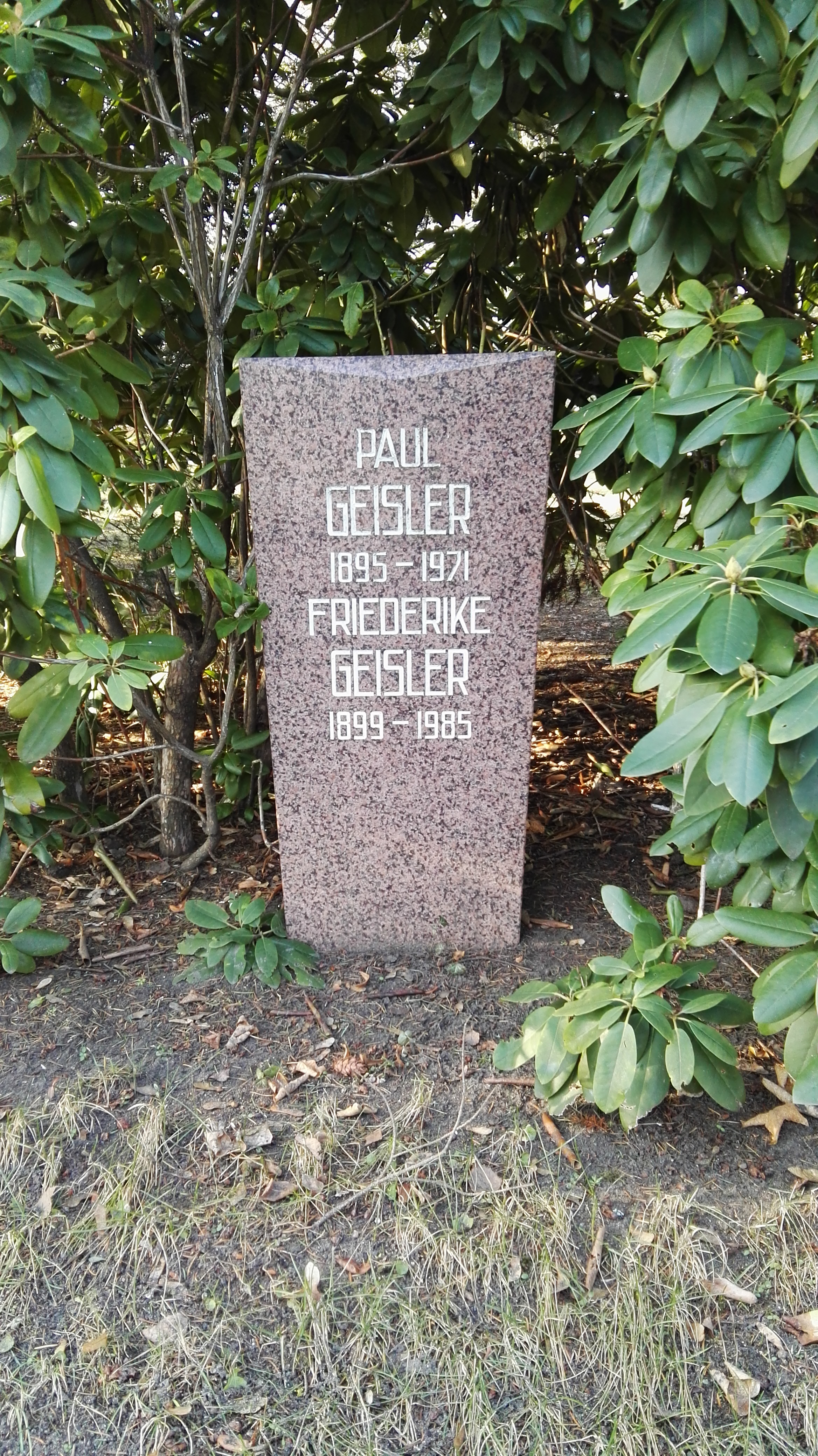
Grabstätte

Geisler wurde in der Grabanlage „Pergolenweg“ des Berliner Zentralfriedhofs Friedrichsfelde beigesetzt.